# Suniana
Suniana is een geslacht van vlinders van de familie dikkopjes (Hesperiidae).

## Soorten
- S. lascivia (Rosenstock, 1885)
- S. subfasciata (Rothschild, 1915)
- S. sunias (Felder, 1860)